# Aaltje Emmens-Knol
Aaltje Emmens-Knol (Steenwijk, 10 mei 1946 – Amsterdam, 10 juni 2019) was een Nederlands politicus voor de PvdA. Ze was burgemeester van Westerbork, Eibergen en Castricum en waarnemend burgemeester van Bloemendaal.

## Loopbaan
Zij begon haar carrière als wethouder in Naaldwijk (vanaf 1986). Daarna werd zij in 1989 burgemeester in de gemeente Westerbork. Toen bekend werd dat deze gemeente zou worden opgeheven, vertrok ze naar Eibergen. Hier was zij burgemeester van 16 maart 1996 tot 16 juni 2002. Daarna werd zij burgemeester van de gemeente Castricum. Op 1 mei 2011 ging zij met pensioen.

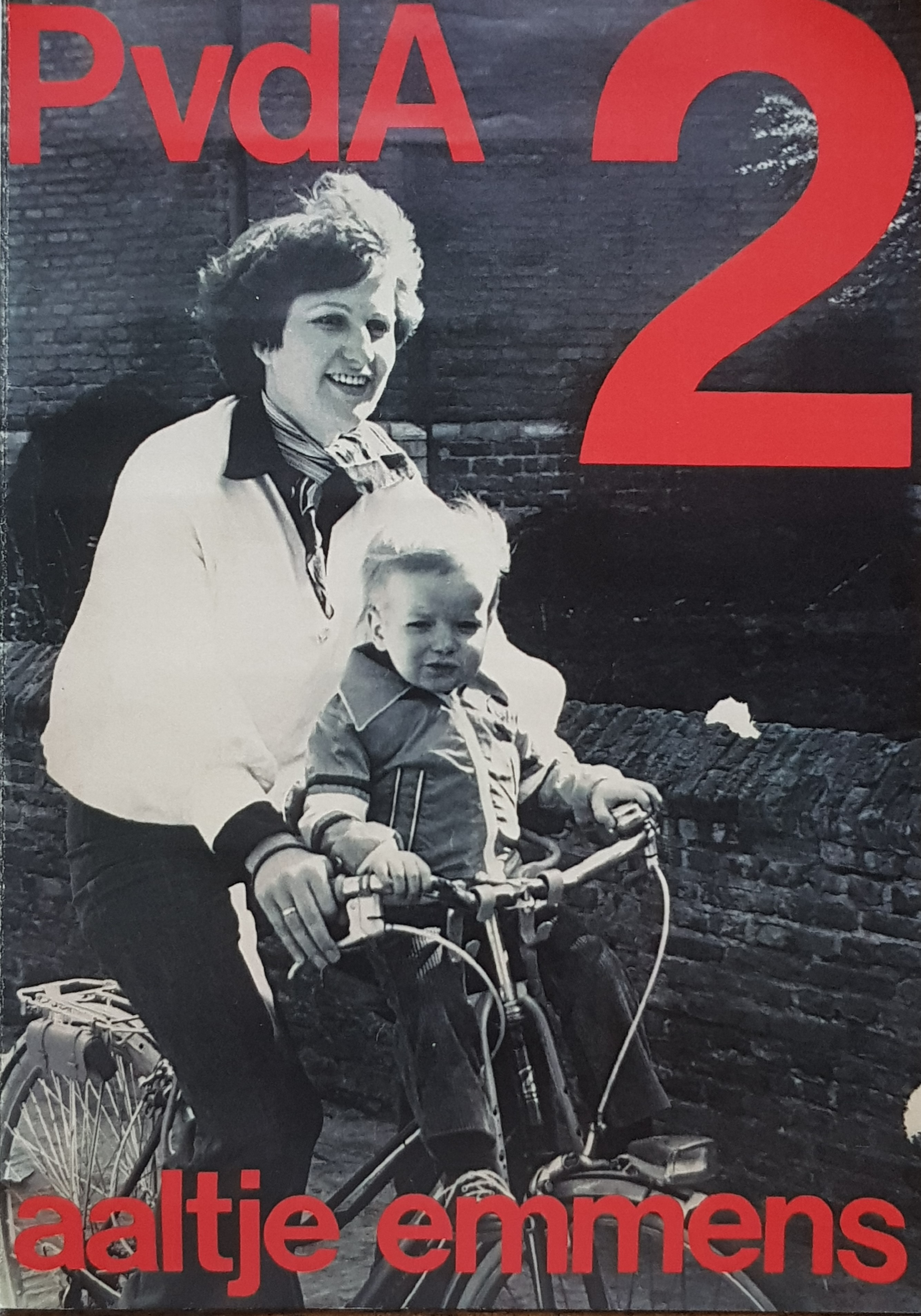
Verkiezingsposter PvdA Naaldwijk 1978

In januari 2015 volgde haar benoeming tot waarnemend burgemeester in Bloemendaal in verband met het voortijdige vertrek van Ruud Nederveen. Zij bracht in een rapport de Bloemendaalse bestuurscultuur in kaart, maar omdat het haar niet lukte die te veranderen, stapte zij op 24 september van datzelfde jaar weer op.
Aaltje Emmens-Knol was de schoondochter van politicus Jan Emmens. Ze overleed in 2019 na een lang ziekbed op 73-jarige leeftijd.